# Tênis de mesa nos Jogos Olímpicos de Verão de 2016 - Equipes masculinas
A competição por equipes masculinas do tênis de mesa nos Jogos Olímpicos de Verão de 2016 decorreu entre 12 e 17 de agosto no Rio de Janeiro, Brasil, com as provas no pavilhão 3 do Riocentro.

## Calendário
Os horários seguem o fuso de Brasília (UTC−3).
| Data         | Hora de início | Ronda               |
| ------------ | -------------- | ------------------- |
| 12 de agosto | 19:30          | Primeira ronda      |
| 13 de agosto | 15:00          | Primeira ronda      |
| 14 de agosto | 10:00          | Quartas de final    |
| 15 de agosto | 15:00          | Semifinais          |
| 17 de agosto | 11:00          | Disputa pelo bronze |
| 17 de agosto | 19:30          | Final               |

## Medalhistas
A tripla da China levou a melhor sobre o Japão e ganhou o ouro, enquanto a Alemanha superou a Coreia do Sul para conquistar o bronze.
|  | CHN China                 |  | JPN Japão                               |  | GER Alemanha                                |
|  | Ma Long Xu Xin Zhang Jike |  | Koki Niwa Jun Mizutani Maharu Yoshimura |  | Bastian Steger Dimitrij Ovtcharov Timo Boll |

## Cabeças de chave
A ordenação das equipas baseou-se nos pontos individuais do ranking da ITTF (em parêntesis) a 30 de julho de 2016, apenas considerando os jogadores qualificados.
| Pos. | CON                | Mesa-tenistas (ranking mundial a 30 de julho) | Mesa-tenistas (ranking mundial a 30 de julho) | Mesa-tenistas (ranking mundial a 30 de julho) |
| ---- | ------------------ | --------------------------------------------- | --------------------------------------------- | --------------------------------------------- |
| 1    | CHN China          | Ma Long (1)                                   | Xu Xin (3)                                    | Zhang Jike (4)                                |
| 2    | GER Alemanha       | Dimitrij Ovtcharov (5)                        | Timo Boll (13)                                | Bastian Steger (24)                           |
| 3    | KOR Coreia do Sul  | Jung Young-sik (12)                           | Joo Sae-hyuk (14)                             | Lee Sang-su (16)                              |
| 4    | JPN Japão          | Jun Mizutani (6)                              | Maharu Yoshimura (21)                         | Koki Niwa (22)                                |
| 5    | HKG Hong Kong      | Wong Chun Ting (8)                            | Tang Peng (15)                                | Ho Kwan Kit (41)                              |
| 6    | POR Portugal       | Marcos Freitas (11)                           | Tiago Apolónia (18)                           | João Monteiro (35)                            |
| 7    | FRA França         | Simon Gauzy (17)                              | Emmanuel Lebesson (30)                        | Tristan Flore (66)                            |
| 8    | SWE Suécia         | Kristian Karlsson (27)                        | Pär Gerell (32)                               | Mattias Falck (37)                            |
| 9    | TPE Taipé Chinês   | Chuang Chih-yuan (7)                          | Chen Chien-an (33)                            | Chiang Hung-chieh (75)                        |
| 10   | AUT Áustria        | Stefan Fegerl (20)                            | Robert Gardos (48)                            | Daniel Habeson (89)                           |
| 11   | GBR Grã-Bretanha   | Liam Pitchford (48)                           | Paul Drinkhall (58)                           | Sam Walker (131)                              |
| 12   | POL Polônia        | Wang Zengyi (46)                              | Jakub Dyjas (52)                              | Daniel Górak (62)                             |
| 13   | BRA Brasil         | Hugo Calderano (54)                           | Gustavo Tsuboi (68)                           | Cazuo Matsumoto (79)                          |
| 14   | NGR Nigéria        | Quadri Aruna (40)                             | Segun Toriola (120)                           | Bode Abiodun (180)                            |
| 15   | USA Estados Unidos | Feng Yijun (271)                              | Kanak Jha (275)                               | Timothy Wang (291)                            |
| 16   | AUS Austrália      | David Powell (278)                            | Chris Yan (350)                               | Hu Heiming (366)                              |

## Resultados
Os mesa-tenistas jogaram em formato de eliminatória em dupla, desde as oitavas de final até à final, num máximo de quatro encontros.
| Oitavas de final | Oitavas de final   | Oitavas de final |  |  | Quartas de final | Quartas de final  | Quartas de final |  |  | Semifinais | Semifinais        | Semifinais |  |                     | Final               | Final               | Final |
|                  |                    |                  |  |  |                  |                   |                  |  |  |            |                   |            |  |                     |                     |                     |       |
| 1                | CHN China          | 3                |  |  |                  |                   |                  |  |  |            |                   |            |  |                     |                     |                     |       |
| 14               | NGR Nigéria        | 0                |  |  | 1                | CHN China         | 3                |  |  |            |                   |            |  |                     |                     |                     |       |
| 11               | GBR Grã-Bretanha   | 3                |  |  | 11               | GBR Grã-Bretanha  | 0                |  |  |            |                   |            |  |                     |                     |                     |       |
| 7                | FRA França         | 2                |  |  |                  |                   |                  |  |  | 1          | CHN China         | 3          |  |                     |                     |                     |       |
| 8                | SWE Suécia         | 3                |  |  |                  |                   |                  |  |  | 3          | KOR Coreia do Sul | 0          |  |                     |                     |                     |       |
| 15               | USA Estados Unidos | 0                |  |  | 8                | SWE Suécia        | 1                |  |  |            |                   |            |  |                     |                     |                     |       |
| 13               | BRA Brasil         | 0                |  |  | 3                | KOR Coreia do Sul | 3                |  |  |            |                   |            |  |                     |                     |                     |       |
| 3                | KOR Coreia do Sul  | 3                |  |  |                  |                   |                  |  |  |            |                   |            |  |                     | 1                   | CHN China           | 3     |
| 4                | JPN Japão          | 3                |  |  |                  |                   |                  |  |  |            |                   |            |  |                     | 4                   | JPN Japão           | 1     |
| 12               | POL Polônia        | 2                |  |  | 4                | JPN Japão         | 3                |  |  |            |                   |            |  |                     |                     |                     |       |
| 16               | AUS Austrália      | 0                |  |  | 5                | HKG Hong Kong     | 1                |  |  |            |                   |            |  |                     |                     |                     |       |
| 5                | HKG Hong Kong      | 3                |  |  |                  |                   |                  |  |  | 4          | JPN Japão         | 3          |  |                     |                     |                     |       |
| 6                | POR Portugal       | 1                |  |  |                  |                   |                  |  |  | 2          | GER Alemanha      | 1          |  |                     |                     |                     |       |
| 10               | AUT Áustria        | 3                |  |  | 10               | AUT Áustria       | 1                |  |  |            |                   |            |  | Disputa pelo bronze | Disputa pelo bronze | Disputa pelo bronze |       |
| 9                | TPE Taipé Chinês   | 1                |  |  | 2                | GER Alemanha      | 3                |  |  |            |                   |            |  |                     | 3                   | KOR Coreia do Sul   | 1     |
| 2                | GER Alemanha       | 3                |  |  |                  |                   |                  |  |  |            |                   |            |  |                     | 2                   | GER Alemanha        | 3     |

### Primeira ronda
| 12 de agosto 2016 19:30 Relatório | China CHN | 3 – 0 | NGR Nigéria |  |

|                     | Partidas individuais |       |                              |                        |
| Xu Xin              | Xu Xin               | 3 – 0 | Segun Toriola                | 11–1, 11–9, 11–6       |
| Ma Long             | Ma Long              | 3 – 1 | Quadri Aruna                 | 11–6, 11–3, 5–11, 11–2 |
| Zhang Jike / Xu Xin | Zhang Jike / Xu Xin  | 3 – 0 | Bode Abiodun / Segun Toriola | 11–5, 11–6, 11–5       |
|                     |                      |       |                              |                        |
|                     |                      |       |                              |                        |

| 12 de agosto 2016 19:30 Relatório | Grã-Bretanha GBR | 3 – 2 | FRA França |  |

|                             | Partidas individuais        |       |                                   |                                |
| Liam Pitchford              | Liam Pitchford              | 2 – 3 | Simon Gauzy                       | 10–12, 11–7, 12–14, 11–8, 5–11 |
| Paul Drinkhall              | Paul Drinkhall              | 3 – 2 | Emmanuel Lebesson                 | 11–4, 8–11, 8–11, 11–7, 11–6   |
| Sam Walker / Paul Drinkhall | Sam Walker / Paul Drinkhall | 2 – 3 | Tristan Flore / Emmanuel Lebesson | 11–6, 11–6, 9–11, 8–11, 6–11   |
| Liam Pitchford              | Liam Pitchford              | 3 – 2 | Tristan Flore                     | 10–12, 2–11, 11–6, 12–10, 11–9 |
| Sam Walker                  | Sam Walker                  | 3 – 2 | Simon Gauzy                       | 7–11, 11–8, 13–11, 9–11, 12–10 |

| 12 de agosto 2016 19:30 Relatório | Suécia SWE | 3 – 0 | USA Estados Unidos |  |

|                            | Partidas individuais       |       |                          |                   |
| Pär Gerell                 | Pär Gerell                 | 3 – 0 | Feng Yijun               | 11–3, 11–6, 12–10 |
| Kristian Karlsson          | Kristian Karlsson          | 3 – 0 | Kanak Jha                | 11–6, 11–6, 11–5  |
| Mattias Falck / Pär Gerell | Mattias Falck / Pär Gerell | 3 – 0 | Timothy Wang / Kanak Jha | 11–5, 11–9, 11–8  |
|                            |                            |       |                          |                   |
|                            |                            |       |                          |                   |

| 12 de agosto 2016 19:30 Relatório | Brasil BRA | 0 – 3 | KOR Coreia do Sul |  |

|                                 | Partidas individuais            |       |                              |                        |
| Hugo Calderano                  | Hugo Calderano                  | 0 – 3 | Joo Sae-hyuk                 | 13–15, 3–11, 6–11      |
| Cazuo Matsumoto                 | Cazuo Matsumoto                 | 1 – 3 | Jung Young-sik               | 8–11, 11–6, 8–11, 2–11 |
| Gustavo Tsuboi / Hugo Calderano | Gustavo Tsuboi / Hugo Calderano | 0 – 3 | Lee Sang-su / Jung Young-sik | 5–11, 7–11, 2–11       |
|                                 |                                 |       |                              |                        |
|                                 |                                 |       |                              |                        |

| 13 de agosto 2016 15:00 Relatório | Japão JPN | 3 – 2 | POL Polônia |  |

|                              | Partidas individuais         |       |                            |                              |
| Maharu Yoshimura             | Maharu Yoshimura             | 3 – 1 | Wang Zengyi                | 10–12, 11–5, 17–15, 16–14    |
| Jun Mizutani                 | Jun Mizutani                 | 3 – 1 | Jakub Dyjas                | 12–10, 11–9, 9–11, 12–10     |
| Koki Niwa / Maharu Yoshimura | Koki Niwa / Maharu Yoshimura | 2 – 3 | Daniel Górak / Wang Zengyi | 11–7, 9–11, 7–11, 11–6, 9–11 |
| Koki Niwa                    | Koki Niwa                    | 1 – 3 | Jakub Dyjas                | 8–11, 11–7, 11–13, 8–11      |
| Jun Mizutani                 | Jun Mizutani                 | 3 – 1 | Daniel Górak               | 11–9, 11–4, 8–11, 11–9       |

| 13 de agosto 2016 15:00 Relatório | Austrália AUS | 0 – 3 | HKG Hong Kong |  |

|                        | Partidas individuais   |       |                              |                  |
| David Powell           | David Powell           | 0 – 3 | Tang Peng                    | 7–11, 8–11, 1–11 |
| Chris Yan              | Chris Yan              | 0 – 3 | Wong Chun Ting               | 7–11, 6–11, 2–11 |
| Hu Heiming / Chris Yan | Hu Heiming / Chris Yan | 0 – 3 | Ho Kwan Kit / Wong Chun Ting | 2–11, 5–11, 6–11 |
|                        |                        |       |                              |                  |
|                        |                        |       |                              |                  |

| 13 de agosto 2016 15:00 Relatório | Portugal POR | 1 – 3 | AUT Áustria |  |

|                                | Partidas individuais           |       |                                |                               |
| Tiago Apolónia                 | Tiago Apolónia                 | 2 – 3 | Robert Gardos                  | 6–11, 11–3, 3–11, 11–6, 9–11  |
| Marcos Freitas                 | Marcos Freitas                 | 3 – 2 | Stefan Fegerl                  | 11–7, 12–10, 6–11, 7–11, 11–2 |
| João Monteiro / Tiago Apolónia | João Monteiro / Tiago Apolónia | 2 – 3 | Daniel Habeson / Robert Gardos | 11–6, 8–11, 9–11, 11–6, 10–12 |
| João Monteiro                  | João Monteiro                  | 1 – 3 | Stefan Fegerl                  | 11–9, 8–11, 8–11, 9–11        |
|                                |                                |       |                                |                               |

| 13 de agosto 2016 15:00 Relatório | Taipé Chinês TPE | 1 – 3 | GER Alemanha |  |

|                                   | Partidas individuais              |       |                            |                                |
| Chen Chien-an                     | Chen Chien-an                     | 2 – 3 | Timo Boll                  | 8–11, 12–10, 13–11, 5–11, 6–11 |
| Chuang Chih-yuan                  | Chuang Chih-yuan                  | 1 – 3 | Dimitrij Ovtcharov         | 9–11, 11–7, 7–11, 7–11         |
| Chiang Hung-chieh / Chen Chien-an | Chiang Hung-chieh / Chen Chien-an | 3 – 2 | Bastian Steger / Timo Boll | 9–11, 9–11, 14–12, 12–10, 11–7 |
| Chuang Chih-yuan                  | Chuang Chih-yuan                  | 0 – 3 | Bastian Steger             | 8–11, 9–11, 7–11               |
|                                   |                                   |       |                            |                                |

### Quartas de final
| 14 de agosto 2016 10:00 Relatório | China CHN | 3 – 0 | GBR Grã-Bretanha |  |

|                     | Partidas individuais |       |                             |                         |
| Ma Long             | Ma Long              | 3 – 1 | Liam Pitchford              | 6–11, 11–4, 11–9, 11–9  |
| Xu Xin              | Xu Xin               | 3 – 1 | Paul Drinkhall              | 9–11, 11–6, 11–6, 11–7  |
| Zhang Jike / Xu Xin | Zhang Jike / Xu Xin  | 3 – 1 | Sam Walker / Paul Drinkhall | 11–4, 11–7, 11–13, 11–4 |
|                     |                      |       |                             |                         |
|                     |                      |       |                             |                         |

| 14 de agosto 2016 10:00 Relatório | Suécia SWE | 1 – 3 | KOR Coreia do Sul |  |

|                            | Partidas individuais       |       |                              |                               |
| Kristian Karlsson          | Kristian Karlsson          | 1 – 3 | Joo Sae-hyuk                 | 5–11, 6–11, 11–9, 6–11        |
| Mattias Falck              | Mattias Falck              | 3 – 2 | Lee Sang-su                  | 11–9, 8–11, 11–6, 8–11, 12–10 |
| Pär Gerell / Mattias Falck | Pär Gerell / Mattias Falck | 0 – 3 | Jung Young-sik / Lee Sang-su | 2–11, 4–11, 7–11              |
| Kristian Karlsson          | Kristian Karlsson          | 1 – 3 | Jung Young-sik               | 4–11, 11–8, 3–11, 7–11        |
|                            |                            |       |                              |                               |

| 14 de agosto 2016 15:00 Relatório | Japão JPN | 3 – 1 | HKG Hong Kong |  |

|                              | Partidas individuais         |       |                         |                               |
| Koki Niwa                    | Koki Niwa                    | 2 – 3 | Tang Peng               | 11–8, 12–10, 9–11, 7–11, 8–11 |
| Jun Mizutani                 | Jun Mizutani                 | 3 – 2 | Wong Chun Ting          | 11–5, 11–9, 3–11, 10–12, 11–8 |
| Maharu Yoshimura / Koki Niwa | Maharu Yoshimura / Koki Niwa | 3 – 1 | Ho Kwan Kit / Tang Peng | 11–5, 8–11, 11–8, 11–4        |
| Maharu Yoshimura             | Maharu Yoshimura             | 3 – 1 | Wong Chun Ting          | 11–8, 13–11, 5–11, 11–6       |
|                              |                              |       |                         |                               |

| 14 de agosto 2016 15:00 Relatório | Áustria AUT | 1 – 3 | GER Alemanha |  |

|                                | Partidas individuais           |       |                            |                              |
| Robert Gardos                  | Robert Gardos                  | 0 – 3 | Timo Boll                  | 12–14, 8–11, 10–12           |
| Stefan Fegerl                  | Stefan Fegerl                  | 0 – 3 | Dimitrij Ovtcharov         | 7–11, 10–12, 8–11            |
| Daniel Habeson / Robert Gardos | Daniel Habeson / Robert Gardos | 3 – 2 | Bastian Steger / Timo Boll | 11–7, 2–11, 11–8, 6–11, 11–3 |
| Stefan Fegerl                  | Stefan Fegerl                  | 0 – 3 | Bastian Steger             | 8–11, 11–13, 7–11            |
|                                |                                |       |                            |                              |

### Semifinais
| 15 de agosto 2016 15:00 Relatório | Japão JPN | 3 – 1 | GER Alemanha |  |

|                              | Partidas individuais         |       |                            |                         |
| Maharu Yoshimura             | Maharu Yoshimura             | 0 – 3 | Dimitrij Ovtcharov         | 8–11, 3–11, 3–11        |
| Jun Mizutani                 | Jun Mizutani                 | 3 – 0 | Timo Boll                  | 11–9, 11–5, 12–10       |
| Koki Niwa / Maharu Yoshimura | Koki Niwa / Maharu Yoshimura | 3 – 1 | Bastian Steger / Timo Boll | 11–5, 13–15, 11–4, 11–5 |
| Jun Mizutani                 | Jun Mizutani                 | 3 – 0 | Bastian Steger             | 11–5, 11–4, 11–4        |
|                              |                              |       |                            |                         |

| 15 de agosto 2016 19:30 Relatório | China CHN | 3 – 0 | KOR Coreia do Sul |  |

|                     | Partidas individuais |       |                              |                                |
| Zhang Jike          | Zhang Jike           | 3 – 2 | Jung Young-sik               | 13–15, 13–11, 9–11, 11–8, 11–4 |
| Ma Long             | Ma Long              | 3 – 0 | Joo Sae-hyuk                 | 11–1, 11–4, 11–4               |
| Xu Xin / Zhang Jike | Xu Xin / Zhang Jike  | 3 – 0 | Lee Sang-su / Jung Young-sik | 11–8, 12–10, 11–6              |
|                     |                      |       |                              |                                |
|                     |                      |       |                              |                                |

### Disputa pelo bronze
| 17 de agosto 2016 11:00 Relatório | Coreia do Sul KOR | 1 – 3 | GER Alemanha |  |

|                              | Partidas individuais         |       |                            |                                |
| Jung Young-sik               | Jung Young-sik               | 3 – 2 | Bastian Steger             | 12–10, 6–11, 11–6, 6–11, 13–11 |
| Joo Sae-hyuk                 | Joo Sae-hyuk                 | 2 – 3 | Dimitrij Ovtcharov         | 5–11, 9–11, 11–8, 11–2, 6–11   |
| Lee Sang-su / Jung Young-sik | Lee Sang-su / Jung Young-sik | 2 – 3 | Timo Boll / Bastian Steger | 11–9, 6–11, 7–11, 11–9, 9–11   |
| Joo Sae-hyuk                 | Joo Sae-hyuk                 | 0 – 3 | Timo Boll                  | 8–11, 9–11, 6–11               |
|                              |                              |       |                            |                                |

### Final
| 17 de agosto 2016 19:30 Relatóro | China CHN | 3 – 1 | JPN Japão |  |

|                     | Partidas individuais |       |                              |                                |
| Ma Long             | Ma Long              | 3 – 0 | Koki Niwa                    | 11–6, 11–9, 11–6               |
| Xu Xin              | Xu Xin               | 2 – 3 | Jun Mizutani                 | 10–12, 9–11, 11–3, 11–7, 10–12 |
| Xu Xin / Zhang Jike | Xu Xin / Zhang Jike  | 3 – 1 | Koki Niwa / Maharu Yoshimura | 4–11, 11–6, 11–9, 11–5         |
| Ma Long             | Ma Long              | 3 – 0 | Maharu Yoshimura             | 11–1, 11–4, 11–4               |
|                     |                      |       |                              |                                |